# الأميرة الخفيفة
الأميرة الخفيفة (بالإنجليزية: The Light Princess) هي قصة خيالية اسكتلندية كتبها جورج ماكدونالد، ونُشرت في عام 1864 كقصة ضمن القصة الأكبر في كتابه "أديلا كاثكارت. وقد استوحاها جورج من حكاية "الأميرة النائمة". تتحدث هذه القصة عن أميرة تعاني من انعدام الوزن؛ أي أنها غير قادرة على وضع قدميها على الأرض -بالمعنى الحرفي والمجازي- حتى تجد الحب الذي يكسر لعنتها ويعيد لها وزنها.

## ملخص
يُروى أن ملك وملكة يرزقان بعد فترة من الزمن بـابنة؛ ولذا يدعو الملك الجميع لحضور مراسم التعميد ماعدا شقيقته الأميرة مكمنويت وهي امرأة خبيثة وفظّة. وعلى الرغم مع عدم تلقيها لدعوة إلا أنها تحضر وتلعن الأميرة لتصبح منعدمة الوزن كالريشة حتى أصبحت الرياح قادرة على رفعها من الأرض. وكلما ارتفعت الأميرة عرضًا في الهواء كان عليهم إنزالها بالسلم للأسفل. وكانت الأميرة في مختلف مراحل حياتها لا تبكي البتة، ولا ترى الجانب الجاد من أي موقف. وعندما اُستشير فلاسفة البلاط الملكي في أمرها، عجزوا عن الإتيان بعلاجٍ لها.
تحب الأميرة السباحة حبًا جما؛ فمشاكلها تُحل عند تواجدها داخل البحيرة؛ مما يؤدي إلى استنتاج أن لعنتها قد تُكسر إذا ما أبكاها أحد، ولكن لاشيء باستطاعته أن يجلعها تذرف ولو دمعة.
وثمة أميرٌ من بلدٍ آخر ينطلق للبحث عن زوجة ولكنّه يجد عيبًا في كل أميرة يلتقي بها. وعلى الرغم من أن الأمير لا ينوي البحث عن هذه الأميرة، إلا أنه يصادفها عندما يضل طريقه في الغابة وهي تتمايل في البحيرة فيظن أنها تغرق ولذا يسارع في إنقاذها، فينتهي به الأمر محلقًا معها في الهواء فتوبخه على مافعل، ولكنّه يقع في حبها على الفور ويعيدها إلى الماء -بناءً على طلبها- ويشرع في السباحة معاها. ومع مرور الأيام، يدرك الأمير أن أسلوبها يتغير عند تواجدها في الماء عنه في اليابسة، وأن الزواج بها غير مقدور عليه بحالتها هذه.
وما لبث الأميرة ماكمنويت إلا وأن اكتشفت أن الأميرة تحب البحيرة ولذا تعزم على تجفيفها بإلقاء تعويذة عليها؛ فتُصرّف منها المياه وتجف الينابيع ويتوقف هطول المطر، بل حتى أن الأطفال لم يعودوا يذرفون الدموع.
وعندما تجف البحيرة، يُكتشف أن السبيل الوحيدة لعودة المياه لمجاريها هي أن يسد رجل حي الحفرة التي تتدفق منها المياه ولكنه سيموت جرّاء فعله هذا؛ فيتطوع الأمير بشرطِ أن تبقى الأميرة برفقته بينما يصارع الموت. وبالفعل، تبدأ البحيرة بالإمتلاء بالمياه، وعندما كاد الأمير أن يغرق لم تستطع الأميرة أن تتمالك نفسها فسحبته من البحيرة لتأخذه إلى ممرضتها العجوز الحكيمة ليعتنوا به طوال الليل؛ فيستيقظ الأمير عند بزوغ الفجر. وبهذا تستعيد الأميرة وزنها وتشرع بالبكاء.
ويرغب الأمير المحب في السير برًا مع الأميرة حتى تتدرب على المشي. وبعد أن أتقنت الأميرة فن المشي تزوجا ورُزقا بالعديد من الأطفال معًا. ونالت الأميرة ماكمنويت عقابها بأن دمرت المياه منزلها وأغرقتها.

## الاقتباسات
أُصدرت نسخة متحركة في عام 1978.
في عام 2013، عُرضت أول نسخة موسيقية من تأليف توري آموس وساميول آدمسون مستوحاة من القصة الأصلية في المسرح الملكي الوطني في لندن. ولقد حضت الممثلة روزالي كريج بدور البطلة، ولاقت هذه المسرحية استحسان الجمهور عمومًا مما أدى لتألقها في المسرح لفترة طويلة من الزمن، ونُشر شريط مسجل لها في عام 2015.
كتب 'توني لوتن' مسرحية موسيقية أخرى بعنوان الأميرة الخفيفة «ذا لايت برينسيس» وتولى 'أليكس بكتل' زمام كتابة موسيقى المسرح، والتي أُطلقت في أبريل 2017 في «مسرح آردن».

## روابط خارجية
- الأميرة الخفيفة  في قاعدة بيانات الأفلام على الإنترنت (بالإنجليزية)
- Live streaming tracks from the musical, hosted by National Theatre's Soundcloud
- New Victory Theatre production of The Light Princess